# 台北捷運萬大樹林線先導公車
Template:Infobox Bus Route CAPTCHA
新北市區公車985路線(臺北捷運萬大樹林線先導公車)為臺北捷運萬大-中和-樹林線之捷運先導公車路線，目前由三重客運營運，2013年12月31日闢駛。本線於2014年12月17日獲配路線編號「985」，自2015年1月1日正式使用。

## 路線基本資料
捷運萬大樹林線路線規劃乃由捷運中正紀念堂站出發，經南海路、萬大路、萬華第一果菜批發市場、永平國小轉至中和連城路，再行經土城（規劃經過捷運土城站）、樹林至終點捷運迴龍站，可轉搭捷運新莊線與桃園捷運棕線。
先導公車路線上與未來捷運路線稍有出入，由起點站三重客運新莊站調度發車，過捷運輔大站、捷運迴龍站後轉入樹林區中正路、大安路，再經由城林橋進入土城（經捷運海山站），後行駛土城金城路與中和連城路，後經華中橋抵達萬華及終點站捷運龍山寺站。
本路線於113/11/21起，配合捷運萬大樹林線工程封閉新北市樹林區八德地下道進行改道暨停靠站位調整，取消(八德街口、樹人里)站位；改行新北市樹林區中山地下道，新增停靠(大同國小、東榮街口、東山里、大安龍門社區、備內街)站位。

## 停站
Template:新北市區公車985路線-台北捷運萬大樹林線先導公車

### 轉乘站點
- 台北捷運系統板南線龍山寺站[3]
- 台鐵縱貫線北段萬華車站[4]
- 台北捷運系統環狀線中和站以及台北捷運系統萬大樹林線中和站[5]。
- 台北捷運系統板南線海山站
- 台北捷運系統中和新蘆線迴龍站、 台北捷運系統萬大樹林線第二期工程迴龍站[6]以及桃園捷運系統棕線迴龍段迴龍站[7]
- 台北捷運系統中和新蘆線丹鳳站[8]
- 台北捷運系統中和新蘆線輔大站[9]

## 爭議
捷運萬大樹林線路線規劃有經過永和區的，但公車路線卻是從下華中橋後，直接轉往景平連城路口，完全沒有經過永和，反而納入了不在捷運路線規劃的新莊丹鳳輔大段，而引發了爭議。

## 圖片

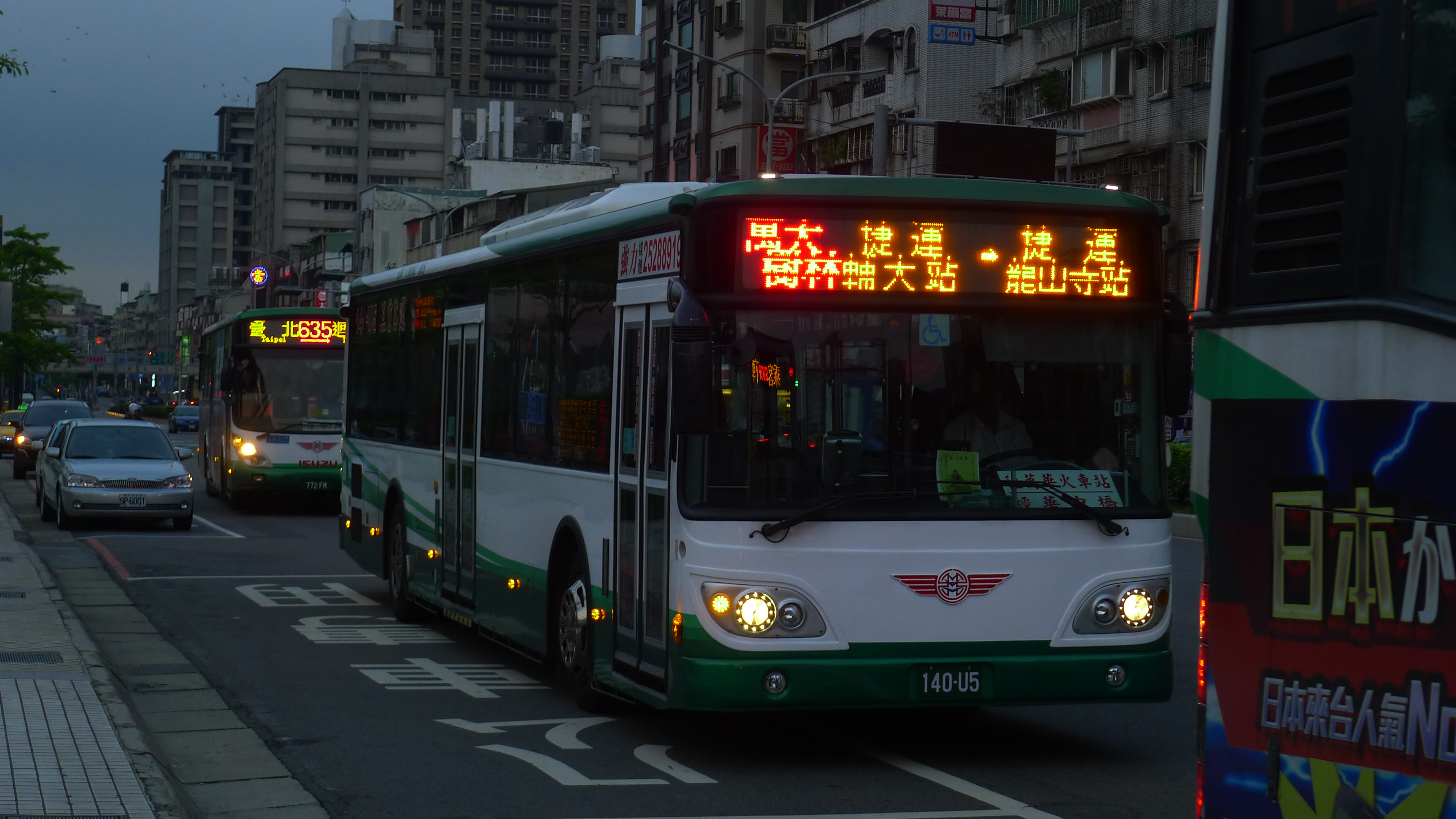
傍晚於捷運迴龍站
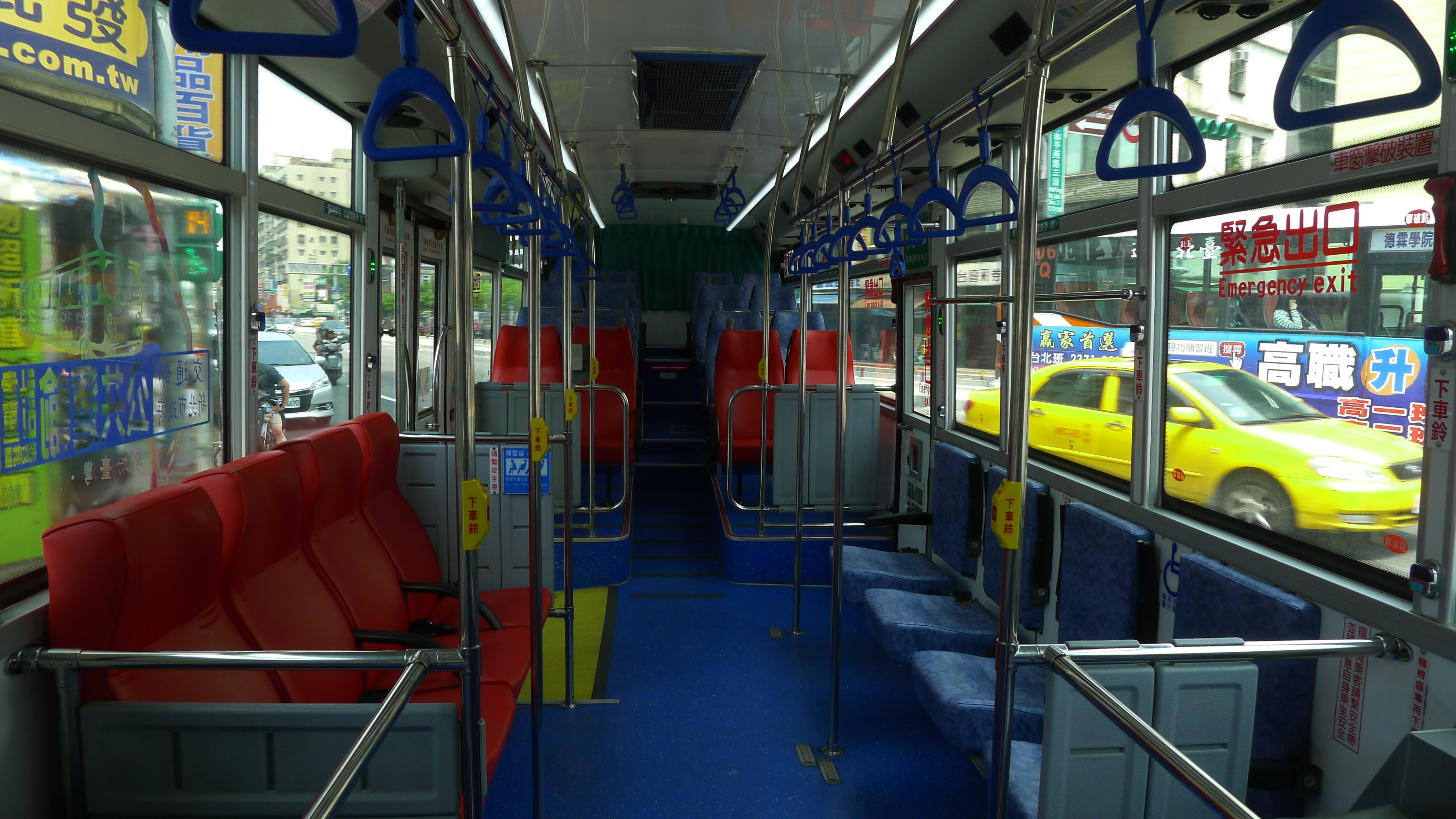
低底盤公車內部

## 外部連結
- 三重客運（页面存档备份，存于）
- 大臺北公車985萬大樹林先導公車
- 暢行台北公車客運資訊站的Facebook專頁